# جيمس جي. كارتر
جيمس جي. كارتر (بالإنجليزية: James G. Carter)‏ هو سياسي أمريكي، ولد في 1795، وتوفي في 1849. انتخب عضو مجلس نواب ماساتشوستس.